# ایران خودرو
ایران خودرو (با نام تجاری آیکو، IKCO) یک شرکت خودروسازی ایرانی است که دفتر مرکزی آن در تهران قرار دارد و در مرداد ۱۳۴۱ دو برادر به‌نام‌های احمد و محمود خیامی آن را بنیان نهادند. این شرکت نخست ایران ناسیونال نام داشت و نخستین گروه تولیدات آن، گونه‌ای اتوبوس بود.
در سال ۱۳۴۵، با قراردادی با شرکت روتس انگلستان، ایران ناسیونال برنامه‌ریزی تولید پیکان را انجام داد و از ۲۴ اردیبهشت ۱۳۴۶ کارخانهٔ ویژهٔ آن گشایش یافت و ساخت انبوه آن کلید خورد. از سال ۱۳۴۶ تا ۱۳۵۷ پیکان در مدل‌های کار، لوکس، جوانان، استیشن و وانت ساخته شد. انواع کامیون، اتوبوس، مینی‌بوس و آمبولانس نیز در این سال‌ها با همکاری دایملربنز آلمان در این شرکت تولید می‌شد. در سال ۱۳۵۲، شرکت هدف‌گذاری کرد که به خودکفایی برسد و محصولاتی تمام ایرانی به فروش برساند. در این راستا، چندین کارخانه و شرکت تامین‌کننده در سراسر ایران تأسیس شد.
در دههٔ ۱۳۶۰، این شرکت با توجه به آشفتگی اقتصادی ایران، تا نزدیکی تعطیلی کامل پیش رفت که با اعلام آمادگی پژو برای همکاری، ایران خودرو دچار تحولی بزرگ شد. پژو به شریک ایران خودرو در ایران تبدیل شد و محصولات این شرکت را در شمار بسیار بالا در ایران به فروش رساند. پژو ۴۰۵، ۲۰۶، ۲۰۷ و پارس توانستند بخش بزرگی از بازار ایران را در اختیار بگیرند که سود قابل‌توجهی برای شرکت فرانسوی داشت. ایران خودرو با رنو، دیگر شرکت خودروسازی فرانسوی نیز همکاری کرد و تندر ۹۰، از محصولات ارزان‌قیمت این شرکت را به شکلی موفق در بازار ایران به فروش رساند.
سیاست این شرکت به‌گونه‌ای است که پس از گذشت دهه‌ها همچنان تولید خودروهای پرفروش خود را متوقف نمی‌کند؛ به‌طور مثال بیش از ۲۵سال است که همچنان به تولید سمند سورن و پژو ۲۰۷ ادامه می‌دهد؛ از سویی دیگر تولید کامیون بنز مایلر پس از شصت سال در ایران‌خودرو دیزل همچنان ادامه دارد که باعث شگفتی و حیرت کارشناسان بین‌المللی خودرو گردیده‌است.

## تاریخچه

### بنیان‌گذاری توسط برادران خیامی

نخست‌وزیر امیرعباس هویدا با پیکان خود.

شرکت ایران‌خودرو در مرداد ۱۳۴۱ با سرمایه‌ای نزدیک به یک‌صد میلیون ریال توسط برادران خیامی بنیان نهاده شد و در شهریور همان سال با شماره ثبت ۸۳۵۲ و شناسهٔ ملی ۱۰۱۰۰۳۶۰۷۹۴ در ادارهٔ ثبت شرکت‌های تهران به ثبت رسید. نخستین گروه تولیدات این شرکت، اتوبوس‌های معروف به «ال‌پی» بودند که شاسی آن‌ها از آلمان وارد می‌شد.
شرکت ایران ناسیونال در سال ۱۳۴۸، کارخانه تولید موتور دیزل اتوبوس و کامیون خود را در تبریز با عنوان شرکت تولید موتورهای دیزل ایران (I.D.E.M) و با سرمایه‌گذاری مستقیم دایملربنز آلمان و همچنین در همین سال کارخانه تولید گیربکس کامیون و اتوبوس خود را با نام شرکت چرخشگر در همین منطقه، با سرمایه‌گذاری مستقیم زداف فریدریشسهافن آلمان، بنیان‌گذاری نمود.
در سال ۱۳۴۵، با قراردادی با شرکت روتس انگلستان، ایران ناسیونال برنامه‌ریزی تولید پیکان را انجام داد و از ۲۴ اردیبهشت ۱۳۴۶ کارخانهٔ ویژهٔ آن گشایش یافت و ساخت انبوه آن کلید خورد. از سال ۱۳۴۶ تا ۱۳۵۷ پیکان در مدل‌های کار، دولوکس، جوانان، استیشن و وانت ساخته شد. انواع اتوبوس، مینی‌بوس و آمبولانس نیز در این سال‌ها در این شرکت تولید می‌شد. در سال ۱۳۵۲، شرکت هدف‌گذاری کرد که به خودکفایی برسد و محصولاتی تمام ایرانی به فروش برساند. در این راستا، چندین کارخانه و شرکت تامین‌کننده در سراسر ایران تأسیس شد. شرکت در سال ۱۳۵۶ دارای قصد جدی برای تولید جایگزین پیکان بود که با وقوع انقلاب ۱۳۵۷ و جنگ ایران و عراق، پروژه لغو شد و سپس این شرکت با پژو فرانسه و شرکای خارجی برای تولید خودروهای جدید در ایران به توافق رسید.

### مصادره پس از انقلاب ۱۳۵۷ و دوران پس از آن

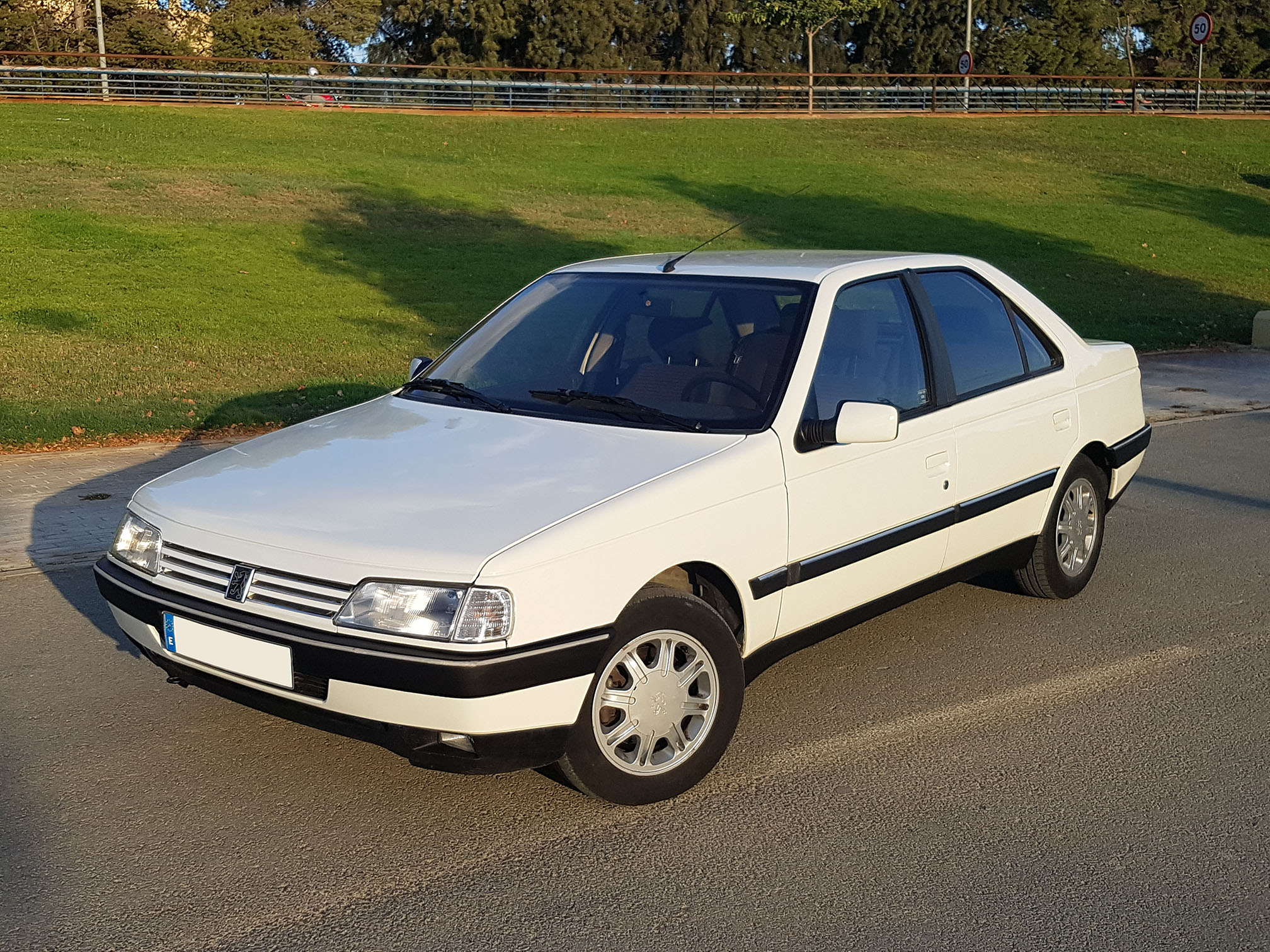
پژو ۴۰۵؛ خودرویی که در محصولات پسین ایران خودرو نیز از آن بهره گرفته‌شد.

در سال ۱۳۵۷ با توجه به نیاز به خودرویی جدید و اینکه تولید جایگزینی برای پیکان در دستور کار شرکت قرار گرفته بود، قراردادی با پژو بسته شد و تولید پژو ۳۰۵ در برنامه قرار گرفت اما با وقوع انقلاب ۱۳۵۷، در جریان مصادره اموال و دارایی‌ها، همه اموال و دارایی‌های برادران خیامی، از جمله ایران ناسیونال و شرکت‌های مربوط به آن مصادره شد و در اختیار دولت قرار گرفت و این قرارداد نیز فسخ شد. کمی پس از انقلاب ۱۳۵۷، اخباری مبنی بر تلاش جهت تخریب کارخانه‌های ایران ناسیونال پخش شد و برخی گروه‌های تندروی انقلابی، با ادامهٔ فعالیت این شرکت موافق نبودند. با انقلاب ۱۳۵۷ و وقوع جنگ ایران و عراق، صنایع ایران خودرو دچار زیان، فرسودگی و مشکلات فراوان شد که تا اواسط دهه ۱۳۶۰ ادامه داشتند. در سال ۱۳۶۷ با پذیرش قطعنامه ۵۹۸ شورای امنیت از سوی ایران و عراق، مقدمات ساخت پژو ۴۰۵ فراهم شد و این خودروی فرانسوی توانست فروش بسیار خوبی در بازار ایران داشته باشد. در سال ۱۳۶۸ همزمان با تأکید دولت ایران بر تولید خودروهایی که کاربری همگانی داشته باشند، ایران خودرو سالنی را برای تولید اتوبوس در نظر گرفت که این سالن در دو شیفت، سالانه ۶۰۰۰ دستگاه اتوبوس می‌ساخت. همزمان با توقف ساخت پیکان و نداشتن نیروی محرکه برای آن، پژو قراردادی با ایران خودرو بست و این شرکت تصمیم به نصب موتور ۵۰۴ بر روی پیکان گرفت. در سال ۱۳۷۰ نیز تولید پیکان دوباره آغاز شد و شرکت ساپکو بنیان نهاده شد.
در سال ۱۳۷۳ تدوین برنامه‌ای هفت ساله برای شرکت ایران خودرو صورت گرفت. افزایش تیراژ تولید بیش از ۳۰۰ هزار دستگاه در سال نیز در همین سال رخ داد. از جمله اهداف استراتژیک در برنامهٔ هفت‌ساله، موضوع کیفیت خودروها و بهبود مستمر آن بود که در راستای آن، استاندارد ایزو ۹۰۰۰ و بهره‌مندی از نظام تضمین کیفیت در نظر گرفته شدند و تا پایان سال ۱۳۷۷، بسیاری از واحدهای تولیدی گواهینامه ایزو ۹۰۰۲ دارا بودند.

### نخستین خودروی ایرانی

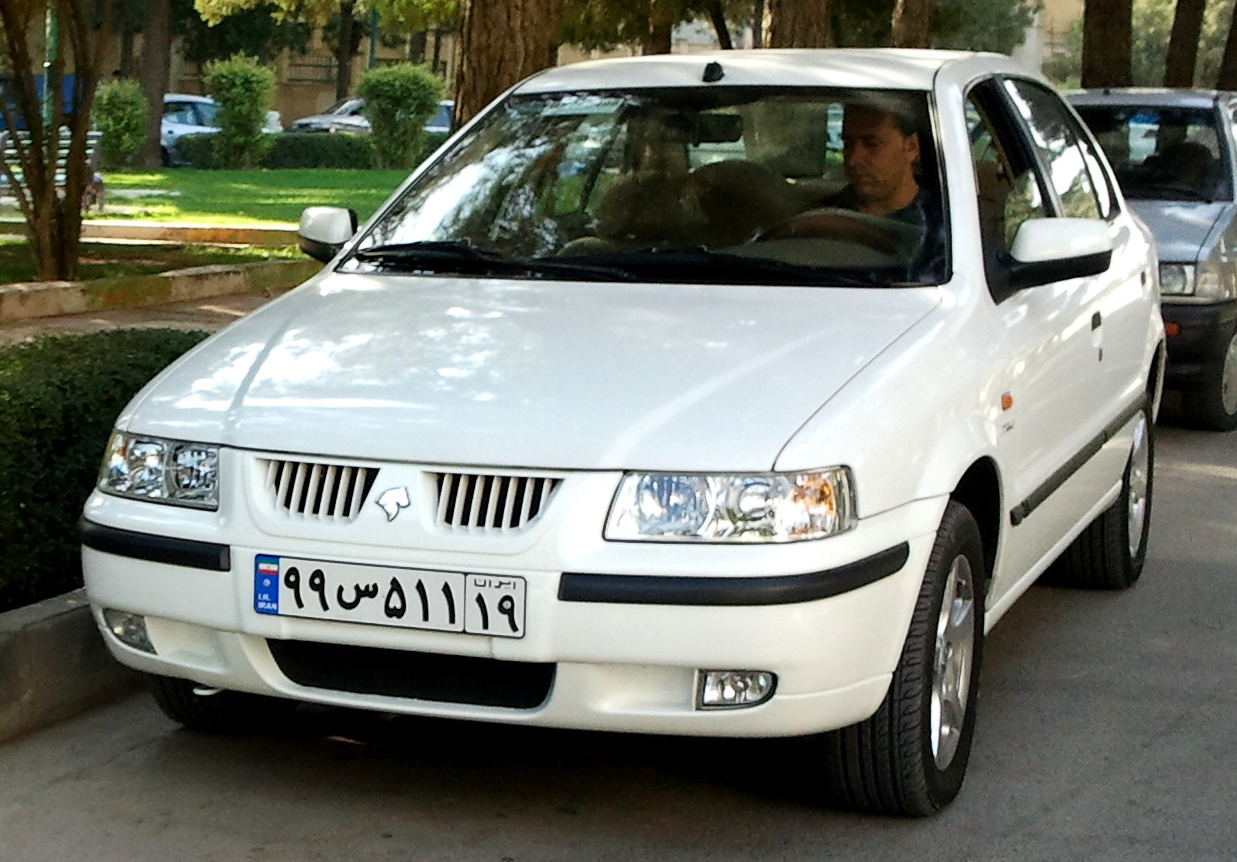
سمند، نخستین خودروی ملی ایرانی.

با ایجاد مرکز پژوهش، در دهه ۱۳۷۰ طراحی سمند روی پلت‌فرم‌های خودروهای خارجی صورت گرفت. این برای نخستین‌بار بود که یک شرکت ایرانی، خودرویی با طراحی ویژه خود را می‌سازد و پس از این، ایران خودرو قادر بود طرح‌های گوناگونی بر روی سمند بگذارد و محصولات ویژهٔ خود را به فروش برساند. این خودرو توانست موفقیت بسیاری در فروش کسب کند و تولید آن تا دهه ۲۰۲۰ ادامه یافت. ادامه یافتن تولید خودرو به همان شکل پیشین، باعث شد ایرادات فراوانی به این خودرو گرفته شود که به دلیل به روز شدن استانداردها در جهان بوده است. بسیاری از کارشناسان به ایمنی و عملکرد این خودرو ایراد گرفته و معتقدند تولید آن نباید تا دهه‌ها به همان شکل ادامه می‌یافت.

### دهه ۱۳۸۰
در سال ۱۳۸۲، پروژه‌های پارس سال، سمند سال و پژو ۲۰۶ صندوق‌دار آغاز گردید و در سال ۱۳۸۳ نیز چند تغییر جزئی در خودروها اعمال شد و مدل‌هایی به آنان افزوده شد. در سال ۱۳۸۴، خودروی پیکان از فهرست محصولات شرکت ایران خودرو حذف شد. در این سال همچنین موتوری با عنوان «موتور ملی» پایه گازسوز طراحی شد. در سال ۱۳۸۵، خط تولید موتور ملی با حضور رئیس‌جمهوری ایران راه اندازی شد. در همین سال پروژه‌های فرامرزی تولید سمند آذربایجان، بلاروس، سوریه و ونزوئلا به بهره‌برداری رسیدند. در توافقی جدید با یک شرکت خارجی، در این سال ال نود، با همکاری شرکت رنو به فهرست محصولات شرکت افزوده شد. در سال ۱۳۸۶ نیز ایران خودرو خطوط تولید خود را تبریز، سنگال و مصر راه اندازی و محصول جدید سمند سورن به بازار ارائه نمود.
در سال ۱۳۸۷، این شرکت خودرویی با نام رانا طراحی کرد که بر پایه محصولات شرکت‌های خارجی بوده است و شباهت بسیاری به پژو ۲۰۶ دارد. در این سال ایران خودرو به عنوان صادرکننده نمونه ایران، جایزه ملی صادرات را کسب کرد.
در سال ۱۳۸۹، رکورد تولید ۷۵۵٫۵۵۵ دستگاه خودرو سبک برای نخستین‌بار در تاریخ خاورمیانه، توسط ایران خودرو انجام شد. نزدیک به نیمی از سهم تولید خودرو سبک کشور در اختیار ایران خودرو قرار گرفت و این شرکت در سودآوری و اشتغال‌زایی در ایران بسیار موفق عمل کرد.

### دهه ۱۳۹۰

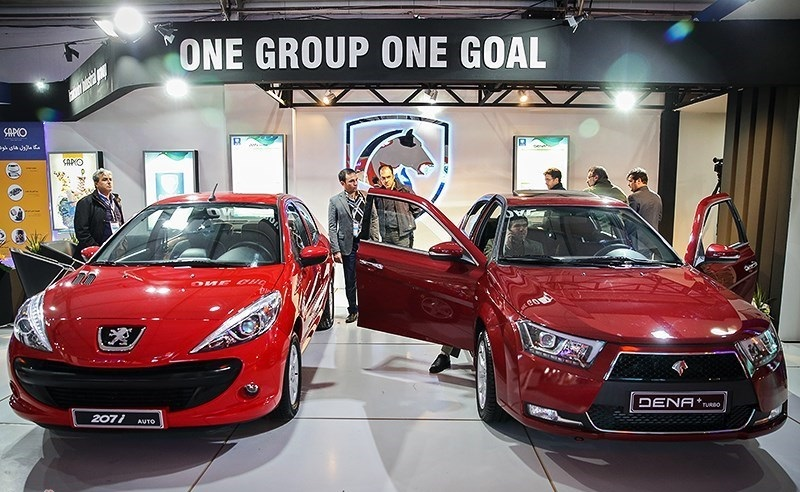
در دهه ۱۳۹۰، با وجود طراحی سومین خودروی اختصاصی ایران خودرو، با نام دنا (همچنین دنا پلاس)، این شرکت به عرضهٔ محصولات شرکت‌های خارجی همانند پژو و رنو ادامه داد و به دنبال توافق‌های جدید با این شرکت‌ها بود.

#### طراحی و تولید دنا
خودروی دنا بر پلتفرم سمند توسط طراحان ایران خودرو طراحی شد و بر اساس اعلام این شرکت، مراحل طراحی و نمونه‌سازی دنا در کمتر از یک سال صورت پذیرفته است. این خودرو در فروردین سال ۱۳۹۰ رونمایی شد. سپس همچنین محصولاتی بر پایهٔ دنا، عرضه شدند. همانند دنا پلاس که با امکاناتی همانند فرمان برقی و گیربکس اتوماتیک به بازار آمد.

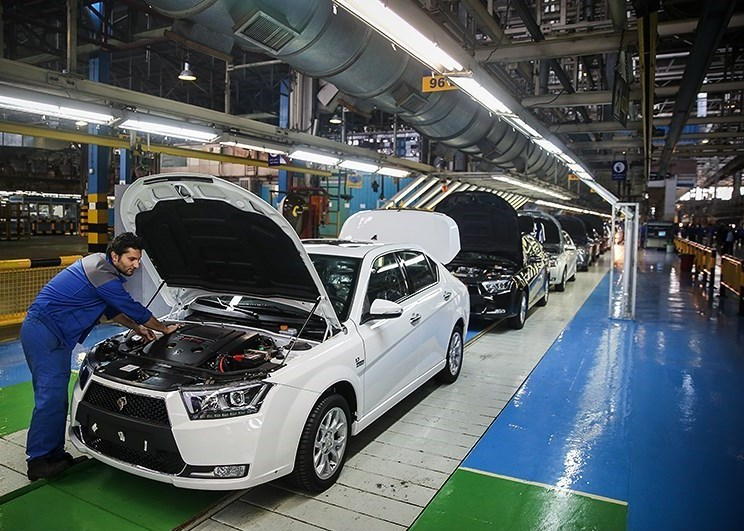
خط تولید دنا پلاس در سال ۱۳۹۶
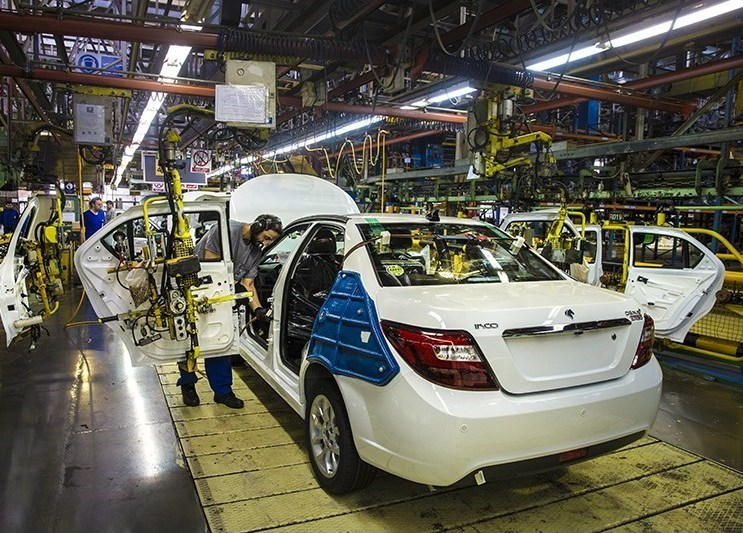
خط تولید دنا پلاس در سال ۱۳۹۶
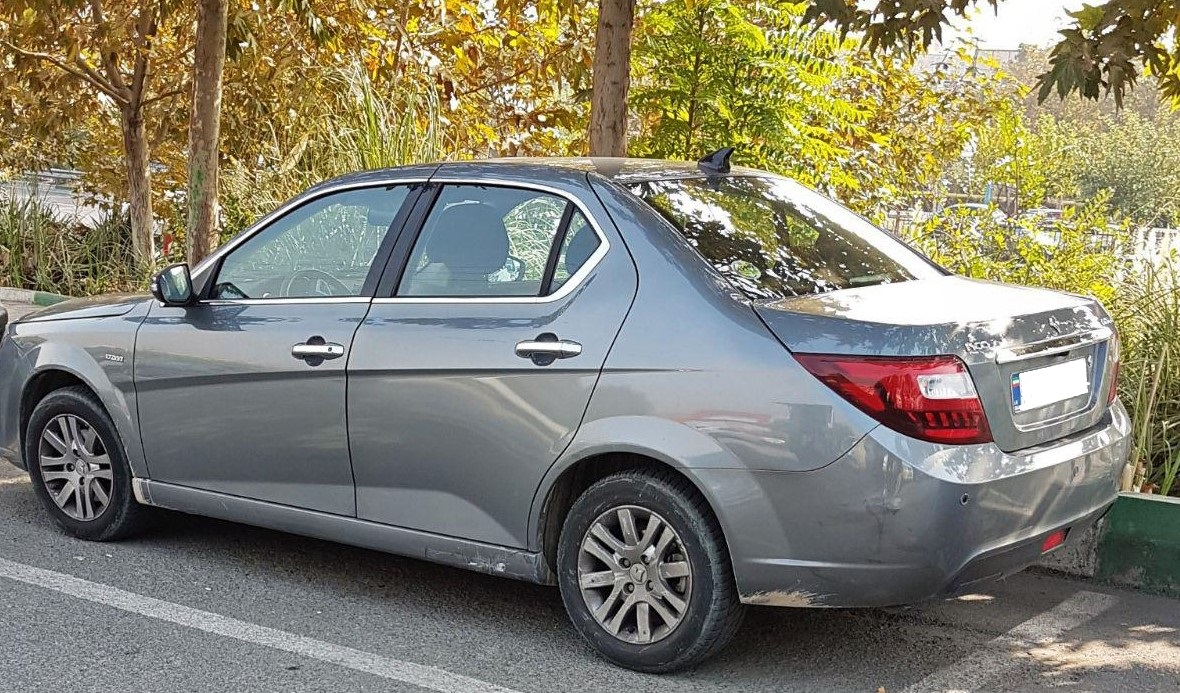
نمای کناری دنا پلاس
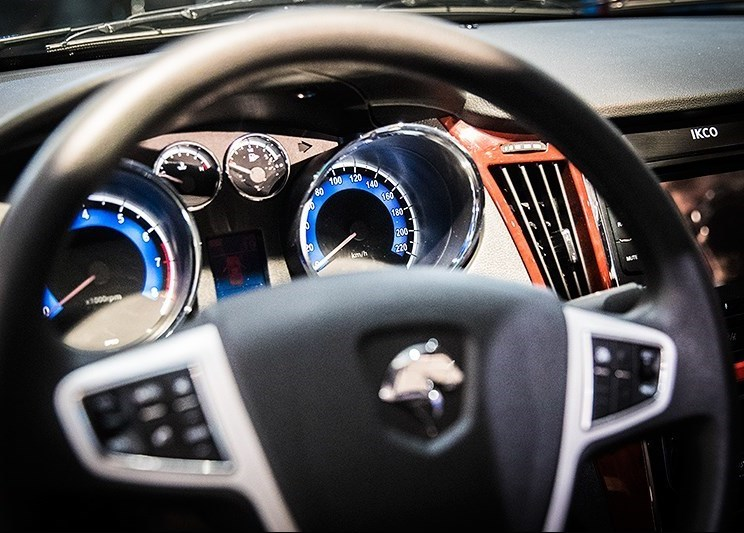
نمای درونی دنا و دنا پلاس

#### ادامه عرضه خودروهای شرکت‌های خارجی

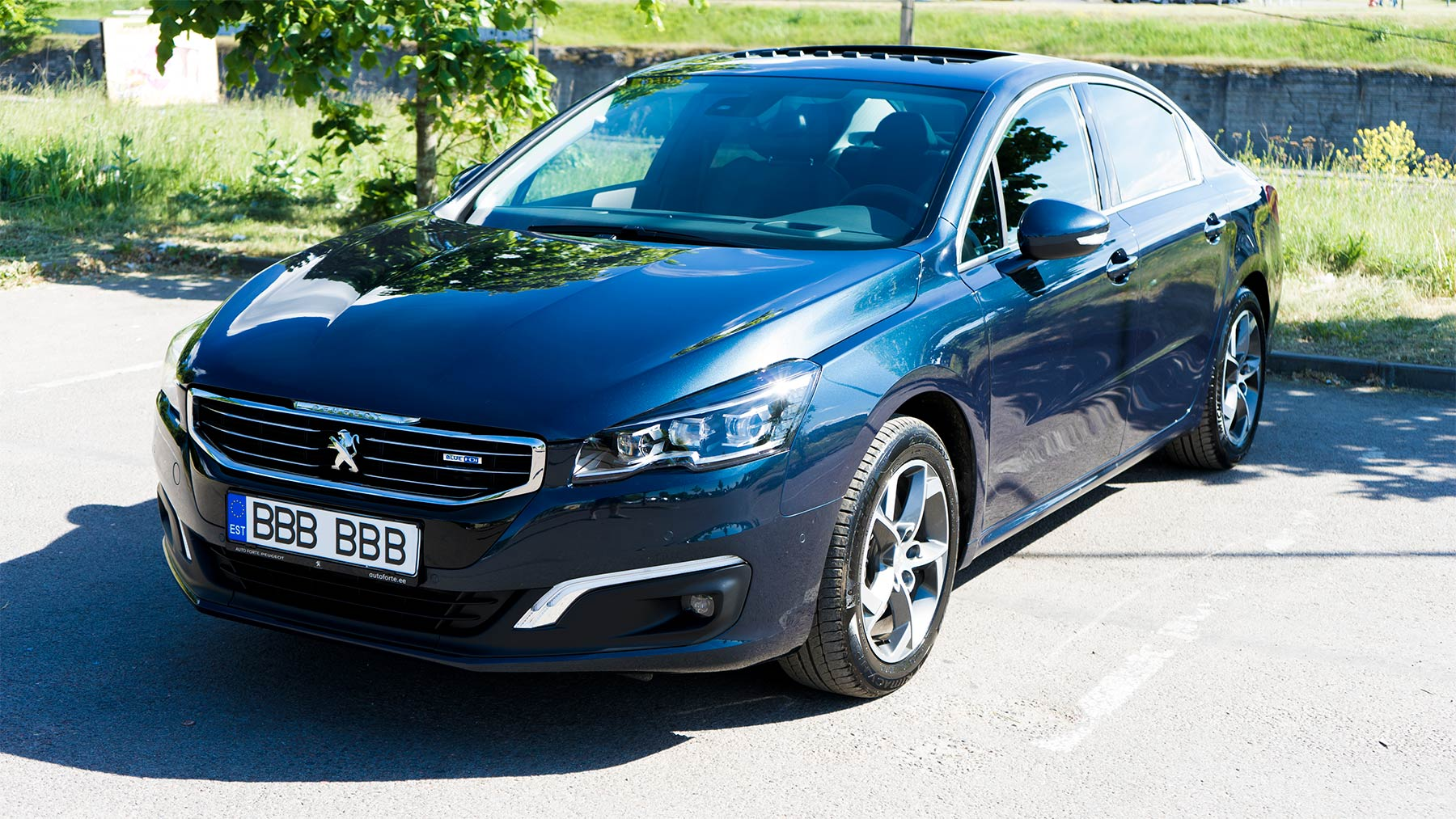
پژو ۵۰۸، از جمله خودروهایی که قرار بود پس از برجام توسط ایران‌خودرو تولید شود و اهمیت ویژه‌ای برای شرکت پژو داشت. این خودرو برخلاف پژو ۳۰۱ توسط ایران‌خودرو بومی‌سازی نشد.

پایان سال ۱۳۹۰، ایران خودرو همچنان از رکوردشکنی‌های پی‌درپی تولید خود سود می‌برد که پژو پس از ۲۰ سال به همکاری با ایران خودرو پایان داد. سپس نیز تحریم‌های علیه ایران هرچه بیشتر بر این خودروساز ایرانی فشار آوردند. با همه مشکلات، ایران خودرو پس از برنامه جامع اقدام مشترک، دوباره با پژو به توافق دست یافت تا محصولات جدیدتر این شرکت را در ایران تولید و به فروش برساند. ایران خودرو در پسابرجام در تلاش بود تا با فیات و فولکس‌واگن نیز به توافقاتی برسد اما چنین نشد. پس از سرمایه‌گذاری قابل‌توجه ایران خودرو برای شراکت دوباره با پژو، باز هم این شرکت به دلیل تحریم‌ها علیه ایران، از توافق خارج شد و برنامه‌های همکاری ناتمام ماندند. با این حال گزارش‌هایی منتشر شد که نشان می‌داد ایران خودرو بر پلت‌فرم پژو ۳۰۱ تسلط پیدا کرده است و امکان تولید خودروهایی مانند تارا بر پایهٔ آن را دارد.

#### تبدیل شدن به ابزار فروش شرکت‌های خارجی
پس از موفقیت‌های فراوان ایران خودرو در تولید و فروش خودروهای پژو و رنو در بازار ایران، بسیاری از کارشناسان ایرانی باور دارند که با عدم مدیریت درست، ایران خودرو از شرکتی خودکفا به یک ابزار فروش برای شرکت‌های خارجی تبدیل شده است. به نحوی که به‌جای سرمایه‌گذاری در طراحی و داخلی‌سازی خودروها، تنها محصولات شرکت‌های خارجی را برای آنان به فروش رسانده و بدون انتقال درست فناوری، برندهای آنان را تقویت می‌کند. بسیاری از کارشناسان مقایسه‌هایی میان ایران خودرو و رقبای آسیایی این شرکت انجام داده و باور دارند که در سال‌های گذشته، در صورت تمرکز بر پژوهش و طراحی، این شرکت می‌توانست بخش مناسبی از بازارهای جهانی را نیز در اختیار بگیرد. با این وجود، رسانه دنیای اقتصاد، ساخت و طراحی سمند را «گامی بلند در گذر از مونتاژ» اعلام کرده است.
بر اساس گزارشی در سال ۲۰۱۹، شرکت‌های فرانسوی رنو و پژو، سود قابل توجهی از بازار ایران به دست آورده‌اند و حضور نداشتن در ایران، به زیان این شرکت‌ها و اقتصاد فرانسه است. آکسین چک که مقر آن در هانوفر آلمان است، در یک گزارش تحلیلی، میزان کاهش ارزش سهام شرکت پژو را به دلیل خروج از بازار ایران، ۱۵٫۷ درصد ارزیابی کرد.
نداشتن ایمنی پژو پارس، محصول مشترک غیررسمی ایران‌خودرو و پژو، باعث شده است در این سال‌ها تولید آن به ایران محدود شود. یکی از مهم‌ترین نقص‌ها و خطرهایی که پژو پارس دارد و می‌تواند رانندگان را تحت خطر جانی قرار دهد، این است که در هنگام تصادف، میل فرمان و پدال‌ها به درون اتاق وارد می‌شوند که همه سرنشینان را با خطر جدی روبرو می‌سازد. همچنین بخش‌های بالایی بدنه نیز از استحکام و مقاومت برخوردار نیستند و ممکن است در هنگام واژگونی به سرنشینان آسیب بزند. عدم انجام تست معتبر بر روی خودرو باعث شده است ایمنی احتمالی آن صفر ستاره از ۵ تخمین زده شود. پس از خواست همگانی ایرانیان برای حذف این خودرو از جاده‌ها، در یک فایل صوتی فاش‌شده، مدیرعامل ایران خودرو، شرکت سازنده، اعلام کرد: «اگر پارس تا امروز آدم کشته بگذارید ۶ ماه دیگه هم بکشد». این، پس از ایرادگیری سازمان ملی استاندارد ایران به این خودرو رخ داد.
بر پایه گزارش ایسنا، اگرچه قرار بود در سال ۱۴۰۲ تولید این خودرو به دلیل ایمنی و قدیمی بودن پلتفرم پایان یابد، اما با رایزنی‌ها و مذاکره ایران خودرو با نهادهای نظارتی و استاندارد، قرار شد تولید آن ادامه یابد. در بخشی از توضیحات، اعلام شد به دلیل پیشگیری از ضرر قطعه‌سازان داخلی و ضرر به صنعت کشور چنین تصمیمی گرفته شده است. قطعه‌سازان خراسان، از ضرر حدود ۴۰ درصدی خود در صورت توقف تولید پارس خبر دادند. ابراهیم رئیسی و معاون اول وی، نقشی اساسی در روی تولید ماندن پژو پارس داشته‌اند.

## مدیران ایران خودرو
| نام                | آغاز فعالیت | پایان فعالیت |
| ------------------ | ----------- | ------------ |
| برادران خیامی      | ۱۳۴۱        | ۱۳۵۷         |
| جهاد سازندگی       | ۱۳۵۷        | ۱۳۶۱         |
| علی صفری           | ۱۳۶۱        | ۱۳۶۲         |
| داوود میرخانی رشتی | ۱۳۶۲        | ۱۳۶۸         |
| علی صفری           | ۱۳۶۸        | ۱۳۷۰         |
| تهرانی‌نژاد         | ۱۳۷۰        | ۱۳۷۳         |
| منوچهر غروی        | ۱۳۷۳        | ۱۳۸۱         |
| منوچهر منطقی       | ۱۳۸۱        | ۱۳۸۸         |
| جواد نجم‌الدین      | ۱۳۸۸        | ۱۳۹۲         |
| هاشم یکه‌زارع       | ۱۳۹۲        | ۱۳۹۸         |
| فرشاد مقیمی        | ۱۳۹۸        | ۱۴۰۰         |
| مهدی خطیبی         | ۱۴۰۰        | ۱۴۰۱         |
| علیمردان عظیمی     | ۱۴۰۱        | ۱۴۰۳         |
| عادل پیرمحمدی      | ۱۴۰۳        | تاکنون       |

## محصولات و خدمات
برای مشاهده محصولات ایران خودرو فهرست محصولات ایران خودرو را ببینید.

### ایساکو

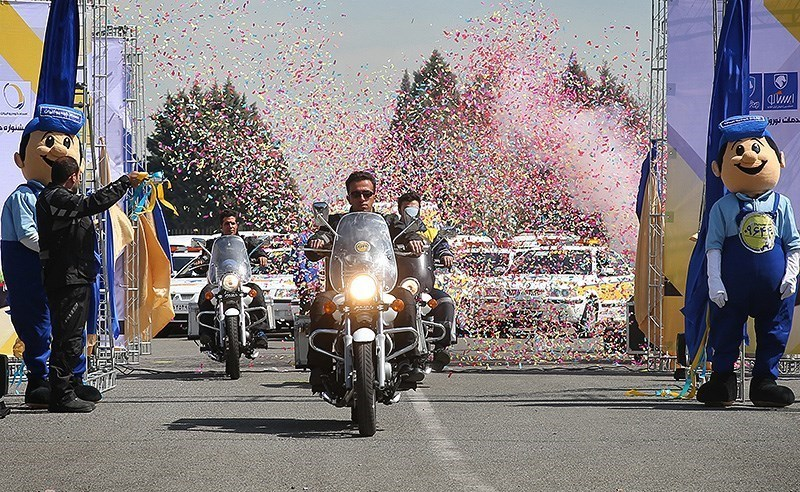
جشنواره نوروزی خدمات امدادی ایران خودرو

ایساکو شرکت تهیه و توزیع قطعات و لوازم یدکی محصولات ایران خودرو است که در تاریخ ۱۳۵۶/۸/۱ در قالب شرکت سهامی خاص بنیان نهاده شد. این شرکت دارای فروشگاه‌هایی در سراسر ایران است و محصولات آن دارای نشان تجاری این شرکت هستند.

### امداد خودرو
امداد خودرو شرکتی است که خدمات امدادی را در همهٔ ساعات شبانه‌روز در سراسر ایران ارائه می‌دهد و برای مشتریان ایران خودرو قابل دسترس است و در صورت داشتن کارت‌های آن، امکان استفاده از خدمات رایگان وجود دارد.

## کارخانه‌ها

### درون ایران
1. ایران خودرو تهران: سایت مرکزی ایران خودرو در جاده مخصوص
2. ایران خودرو خراسان: این شرکت در پنجم دی ماه ۱۳۷۹ به منظور تولید گونه‌های خودرو سواری و تجاری مانند سدان، شاسی‌بلند، ون، وانت و کامیونت تأسیس شد.
3. ایران خودرو تبریز: هم‌اکنون خودرو سمند و سمند سورن پلاس در ایران خودرو تبریز ساخته می‌شود.
4. ایران خودرو سمنان: کارخانه‌ای در اختیار بخش خصوصی که هم‌اکنون همکاری آن با ایران خودرو قطع و گروه فردا موتور در آن فعال است.
5. ایران خودرو فارس: هم‌اکنون در این واحد سمند سورن پلاس تولید می‌گردد.
6. ایران خودرو مازندران: شرکت ایران خودرو مازندران در سال ۱۳۸۹ با تولید شمار ۱۹۱۷ دستگاه سمند سریر فعالیت خود را آغاز کرد.
7. ایران خودرو کرمانشاه: ظرفیت ساخت خودرو در این واحد تولیدی ۳۰ هزار دستگاه در سال می‌باشد.

### بیرون ایران
ایران خودرو تاکنون در کشورهای ونزوئلا، سنگال، بلاروس، عراق، سوریه و جمهوری آذربایجان کارخانجاتی را برای تولید خودرو احداث کرده است. امیر خجسته، نماینده مجلس از همدان، به خبرگزاری فارس گفته است که شرکت ایران خودرو ۱۰۰ میلیون دلار، در کشور سنگال سرمایه‌گذاری کرده است، اما «هیچ تولید و منفعتی» نداشته است. به گزارش رادیو فردا، در میان واحدهای تولیدی ایران خودرو در خارج از کشور، تنها واحدهای تولیدی در سوریه و عراق و تاحدودی نیز آذربایجان، توجیه اقتصادی داشته‌اند.

#### جمهوری آذربایجان
در سال ۱۳۸۵، نخستین کارخانه برون‌مرزی خودروسازی ایران در جمهوری آذربایجان گشایش یافت که به تولید خودروی سواری سمند با نام آذ-سمند می‌پرداخت. در آن زمان هنوز سمند امکان فروش جهانی را داشت. در اوایل فروش سمند در این کشور با استقبال نسبتاً مناسبی روبرو شد و وجود قطعات یدکی در زمان کوتاه یکی از دلایل خریداران بوده است. با شدت‌گرفتن تحریم‌ها و زیان‌ده شدن ایران خودرو در زمان ریاست‌جمهوری محمود احمدی‌نژاد ایران خودرو دچار بحران شد و خط تولید سمند در آذربایجان، در سال ۱۳۸۹ بسته شد.

## از دیدگاه قانونی و بازرگانی

### نشان‌واره
با توقف تولید پیکان در سال ۱۳۸۴ و معرفی خودروی سمند به عنوان اولین خودروی ملی کشور، ایران‌خودرو تصمیم گرفت تا یک بازطراحی اساسی در لوگوی خود انجام دهد؛ این بار، طراحی لوگو به مرتضی ممیز، یکی از برجسته‌ترین طراحان گرافیک ایران و پدر گرافیک مدرن ایران، سپرده شد؛ او نیز  طرحی را ارائه داد که به جای ارابه و اسب کامل، تنها سر یک اسب را به تصویر می‌کشید. این طرح که نماد سرعت، قدرت و پویایی بود، به سرعت مورد استقبال قرار گرفت و به عنوان لوگوی رسمی ایران خودرو انتخاب شد.

پس از واگذاری ایران‌خودرو به بخش خصوصی و آغاز فعالیت هیأت مدیره جدید بر کرسی‌های گروه صنعتی ایران‌خودرو، نشان برندیگ این گروه خودروسازی پس از ۲۰ سال تغییر کرد.

نشان گروه صنعتی ایران خودرو از سال ۱۳۴۶ تا سال ۱۳۵۹
نشان گروه صنعتی ایران خودرو از سال ۱۳۵۹ تا سال ۱۳۸۳
نشان گروه صنعتی ایران خودرو از سال ۱۳۸۳ تا سال ۱۴۰۳
نشان گروه صنعتی ایران خودرو از سال ۱۴۰۳ تاکنون

### سهام
| سهامداران عمده ایران‌خودرو در پایان روز معاملاتی ۱۴۰۲/۱۲/۰۹ | سهامداران عمده ایران‌خودرو در پایان روز معاملاتی ۱۴۰۲/۱۲/۰۹ | سهامداران عمده ایران‌خودرو در پایان روز معاملاتی ۱۴۰۲/۱۲/۰۹ | سهامداران عمده ایران‌خودرو در پایان روز معاملاتی ۱۴۰۲/۱۲/۰۹ | سهامداران عمده ایران‌خودرو در پایان روز معاملاتی ۱۴۰۲/۱۲/۰۹ |
| ---------------------------------------------------------- | ---------------------------------------------------------- | ---------------------------------------------------------- | ---------------------------------------------------------- | ---------------------------------------------------------- |
| سهامدار                                                    | سهامدار                                                    |                                                            | درصد                                                       | درصد                                                       |
| شرکت تدبیر سرمایه آراد                                     | شرکت تدبیر سرمایه آراد                                     |                                                            | ۱۵٫۰۰٪                                                     | ۱۵٫۰۰٪                                                     |
| شرکت گسترش سرمایه‌گذاری ایران خودرو                         | شرکت گسترش سرمایه‌گذاری ایران خودرو                         |                                                            | ۱۰٫۸۷٪                                                     | ۱۰٫۸۷٪                                                     |
| شرکت سپهر کیش ایرانیان                                     | شرکت سپهر کیش ایرانیان                                     |                                                            | ۱۰٫۲۶٪                                                     | ۱۰٫۲۶٪                                                     |
| سازمان گسترش و نوسازی صنایع ایران                          | سازمان گسترش و نوسازی صنایع ایران                          |                                                            | ۵٫۷۱٪                                                      | ۵٫۷۱٪                                                      |
| شرکت سرمایه‌گذاری ملی ایران                                 | شرکت سرمایه‌گذاری ملی ایران                                 |                                                            | ۵٫۰۱٪                                                      | ۵٫۰۱٪                                                      |
| شرکت سرمایه‌گذاری آتیه صبا                                  | شرکت سرمایه‌گذاری آتیه صبا                                  |                                                            | ۴٫۹۸٪                                                      | ۴٫۹۸٪                                                      |
| گروه بهمن                                                  | گروه بهمن                                                  |                                                            | ۳٫۴۳٪                                                      | ۳٫۴۳٪                                                      |
| شرکت سرمایه‌گذاری سمند                                      | شرکت سرمایه‌گذاری سمند                                      |                                                            | ۳٫۰۸٪                                                      | ۳٫۰۸٪                                                      |
| بانک تجارت                                                 | بانک تجارت                                                 |                                                            | ۳٫۰۶٪                                                      | ۳٫۰۶٪                                                      |
| شرکت سرمایه‌گذاری صندوق بازنشستگی کشوری                     | شرکت سرمایه‌گذاری صندوق بازنشستگی کشوری                     |                                                            | ۳٫۰۳٪                                                      | ۳٫۰۳٪                                                      |
| شرکت سرمایه‌گذاری و توسعه راهبردی راز                       | شرکت سرمایه‌گذاری و توسعه راهبردی راز                       |                                                            | ۲٫۲۸٪                                                      | ۲٫۲۸٪                                                      |
| بانک ملت                                                   | بانک ملت                                                   |                                                            | ۱٫۶۸٪                                                      | ۱٫۶۸٪                                                      |
| شرکت سرمایه‌گذاری مانا نوین                                 | شرکت سرمایه‌گذاری مانا نوین                                 |                                                            | ۱٫۴۳٪                                                      | ۱٫۴۳٪                                                      |
| شرکت گروه مالی بانک پارسیان                                | شرکت گروه مالی بانک پارسیان                                |                                                            | ۱٫۲۲٪                                                      | ۱٫۲۲٪                                                      |

ایران‌خودرو قانوناً یک شرکت سهامی عام بوده و سهام آن در بازار بورس اوراق بهادار تهران معامله می‌شود. هرچند دولت در ظاهر سهم کمی در آن دارد اما در حقیقت بازیگران دولتی و شبه‌دولتی نقش بسیار پررنگی در حاکمیت و مدیریت آن دارند.
بررسی‌ها نشان می‌دهد ایران‌خودرو با یک برنامه پیچیده توانسته ظرف چند سال سهام خود را بفروشد و سپس خودش آن را تحت کنترل بگیرد. شرکت‌های زیرمجموعه ایران‌خودرو طی سال‌های ۱۳۸۸ تا ۱۳۹۰ با خرید سهام شرکت مادر خود موفق به ایجاد پدیده سهام‌داری چرخه‌ای شدند، به‌گونه‌ای که مجموع میزان سهام تحت تملک تنها سه شرکت (نگار نصر سهم، سرمایه‌گذاری سمند و بازرگانی سپهر کیش ایرانیان که سهام دو تای نخست ۱۰۰٪ و سومی ۶۰٪ در اختیار ایران‌خودرو است) از ۷٫۳۸٪ به ۲۴٫۴۶٪ افزایش یافت.
خبرگزاری فارس در گزارشی در دی‌ماه ۱۳۹۶ اعلام کرد که عملاً ۱۷٪ از سهام ایران‌خودرو تحت اختیار شرکت صنایع تولیدی کروز، ۲۱٪ تحت کنترل دولت و نهادهای شبه‌دولتی، ۲۶٪ زیرمجموعه‌های خودش و تنها ۲۶٪ به سهامداران خرد تعلق دارد.

## فساد و مافیا
برخی قطعه‌سازان ایرانی، در هنگام شدت‌گیری تورم با هدف فشار بر دولت جهت افزایش‌دادن قیمت فروش کارخانه‌ای خودرو، برای مدتی از تأمین قطعاتی که در انحصار تولید یا واردات آن‌ها بوده است، خودداری کرده‌اند و بدین وسیله شمار خودروهای ناقص را در انبارهای خودروسازان افزایش داده‌اند که این کاهش عرضه خودرو به بازار عملاً، باعث افزایش قیمت‌ها در بازار خودرو شده است. در واقع کاهش عرضهٔ خودروها به بازار، منجر به ایجاد مابه‌التفاوت‌های بسیار میان قیمت کارخانه و بازار شده است؛ تا به‌وسیله این تفاوت، جذابیت کاذبی برای خریداران ایجادشده و آنان را متقاعد به ثبت‌نام برای خرید خودروها با قیمت کارخانه‌ای کنند. از این مسئله با نام گروگان‌گیری خط‌تولید یاد می‌شود که ناشی از عدم شفافیت در صنعت خودروسازی ایران تلقی شده است. خودروهای ناقص تولیدشده، معمولاً رفع نقص نگردیده و با نقص‌هایی جزئی و تنها جهت کسب عنوان خودروی ناقص، برای گریز از فروش به قیمت کارخانه‌ای، به قیمت‌هایی نزدیک به قیمت‌های بازار و به‌صورت مزایده‌ای توسط خودروسازان به‌فروش می‌رسند.
ترفند مافیای خودرو برای افزایش قیمت‌های بازاری خودروها و بالطبع نزدیک‌کردن قیمت‌های کارخانه‌ای به آنان، فزون‌بر تولید خودروهای ناقص، تحمیل ممنوعیت یا تعرفه‌های سنگین واردات خودرو یا محدودسازی آن به واردات شمار اندکی از خودروهای خارجی نسبت به تقاضای بازار، از راه نفوذ یا فشار بر نهادهای بالادستی مانند دولت، مجلس، شورای نگهبان و مجمع تشخیص مصلحت نظام بوده است؛ به‌گونه‌ای‌که همواره میزان تقاضای خودرو در بازار ایران بسیار بیش از جمع عرضهٔ آن توسط خودروسازان و واردکنندگان بوده که بنابر قانون عرضه و تقاضا، منجر به افزایش سرسام‌آور و همیشگی قیمت‌های بازاری خودرو و بالطبع ایجاد وسیله‌ای برای اقناع افکار عمومی و توجیه افزایش قیمت‌های کارخانه‌ای گردیده است. به‌طوری‌که تقاضای خودرو در بازار ایران در حدود ۱٫۶ تا ۲ میلیون دستگاه خودرو در سال است درحالی‌که معمولاً جمع میزان تولید و واردات آن کمتر از یک میلیون دستگاه در سال بوده که این فاصله میان عرضه و تقاضا، منجر به افزایش قیمت‌های بازار و فاصله‌گرفتن آنان از قیمت‌های کارخانه‌ای شده است.
از زمان آغاز اجرای خصوصی‌سازی در ایران، کارخانه‌های قطعه‌سازی زیرمجموعهٔ خودروسازان، تحت عناوینی مانند فروش اموال مازاد، از شرکت‌های مادر جدا شده و به‌شکل شرکت، واگذار گردیدند که باعث افزایش قیمت تمام‌شده خودرو، ایجاد کرسی‌های جدید هیئت‌مدیره برای دریافت حقوق مسئولان و وابستگان آنان، شکل‌گیری توافقات خرید قطعه میان شرکت‌های قطعه‌ساز و خودروسازان؛ بالطبع فاکتورسازی و فسادهای مربوطه گردیده است.
بنابر قانون جمهوری اسلامی ایران، همه شرکت‌های بورسی موظف به انتشار صورت‌های مالی و قراردادهای خود در سامانه کدال هستند اما در سامانه کدال همواره تنها کلیات درج می‌شود؛ به مفهوم اینکه در صورت‌های مالی خودروسازان تنها قیمت تمام‌شده خودروی مربوطه و قیمت فروش آن درج می‌شود؛ بنابراین فهرست قطعات خریداری‌شده توسط خودروساز و شرکت‌های تابعهٔ آن، مشخصات و قیمت هر قطعه و نام اشخاص یا شرکت‌های فروشنده قطعات تولیدی یا وارداتی موردنظر به خودروساز در سامانه درج نمی‌گردد.
همین امر موجب رانت برخی شرکت‌های قطعه‌ساز، فاکتورسازی و فساد گسترده در خریداری قطعات به بهای چندین برابر و افزایش قیمت‌های تمام‌شده خودروها به میزان گاه چندبرابری قیمت‌های بازار مجموع قطعات و زیان‌دهی هنگفت سهامداران بورسی خودروسازان منجر شده است به طوری‌که دو خودروساز بزرگ ایران اکنون هریک بیش از صدهزارمیلیارد تومان زیان انباشته دارند اما برخی قطعه‌سازان ایرانی که به رانت نیز متهم‌اند؛ همچنان سهامداران اصلی این دو شرکت زیان‌ده هستند. از این مسئله در ادبیات رسانه‌ای ایران بیشتر با نام مافیای خودرو یاد می‌شود و برخی مدعی هستند که مافیای خودرو در وزارتخانه‌ها و مجلس نیز صاحب نفوذ است.
به‌علاوه استخدام اعضای خانواده، بستگان و دوستان نمایندگان مجلس، وزرا، مدیران دولتی، مسئولان قضایی و فرماندهان نظامی در شرکت‌های تابعهٔ خودروسازان و پرداخت حقوق‌های نجومی به آنان؛ دلیل اصلی نفوذ مافیای خودرو در دستگاه‌های مختلف، همچنین دلیل یک‌پنجم زیان‌های خودروسازان تلقی شده است. البته این پدیده در دیگر شرکت‌های تحت تملک یا مدیریت وزارت صمت، شرکت‌های بانک‌ها، شرکت‌های تابعهٔ وزارت نفت، شرکت‌های تابعهٔ سازمان تأمین اجتماعی و شرکت‌های صندوق‌های بازنشستگی کشوری و لشکری نیز گزارش شده است؛ چنین روابطی با امتیازگیری دوجانبه میان مسئولانی مانند نمایندگان مجلس و وزرا شکل‌گرفته که حتی گاه مانع از استیضاح وزرای متهم به فساد یا بدون کارنامه نیز شده است. گاهی نیز به‌شکل وارونه، برکناری مدیر با تحت‌فشار گذاشتن مقام بالادستی وی یا استیضاح وزیر از سوی مجلس خود ناشی از ندادن امتیازهای این‌چنینی به برخی مسئولان و وابستگان آنان بوده است. اما همواره این گونه از فساد در خودروسازی رایج‌تر از دیگر صنایع بوده است.
افزون‌بر تولید و واردات قطعات و سهامداری در شرکت‌های خودروسازی، مافیای خودرو در زمینهٔ مونتاژ خودروهای خارجی در ایران نیز فعال است. این مافیا با به‌کارگیری نفوذ خود توانسته خودروهای خارجی به‌ویژه خودروهای چینی را با قیمت‌هایی دراندازهٔ سه تا چهار برابر قیمت‌های جهانی آنان در ایران به‌فروش برساند.

## ضعف در کیفیت خودرو
به‌دلیل مدیریت دولتی و همچنین انحصار ناشی از تعرفه‌های وارداتی، این شرکت دچار عقب‌ماندگی در فناوری‌ها و امکانات خودرو شده است که از این دست می‌توان به موارد زیر اشاره کرد:

### عقب‌ماندگی در حوزه پیشرانه
باوجود آنکه در خودروسازی روز جهان، شرکت خودروسازی یافت نمی‌شود که حتی تولیدکننده یک مدل خودرو با حجم موتور بیش از ۲ لیتر نباشد؛ اما ایران‌خودرو و سایپا به‌دلایل فوق، همچنین به‌دلیل فشار دولت‌ها بر خودروسازان جهت جلوگیری از تولید خودروها با موتور قوی که خود به‌دلیل تملک پالایشگاه‌ها توسط دولت‌ها و شبه‌دولت‌ها و تلاش آنان برای صادرات بنزین و خودکفایی در سوخت می‌باشد؛ به‌علاوه، عدم سرمایه‌گذاری خودروسازان ایران در تحقیق و توسعه و احداث مراکز پژوهشی در دانشگاه‌ها و ارتباط با استادان آنان در حوزه توسعه موتورهای قدرتمند و به‌روز، این شرکت‌ها در این زمینه دچار عقب‌ماندگی جدی گردیده‌اند.

### عقب‌ماندگی در حوزه گیربکس

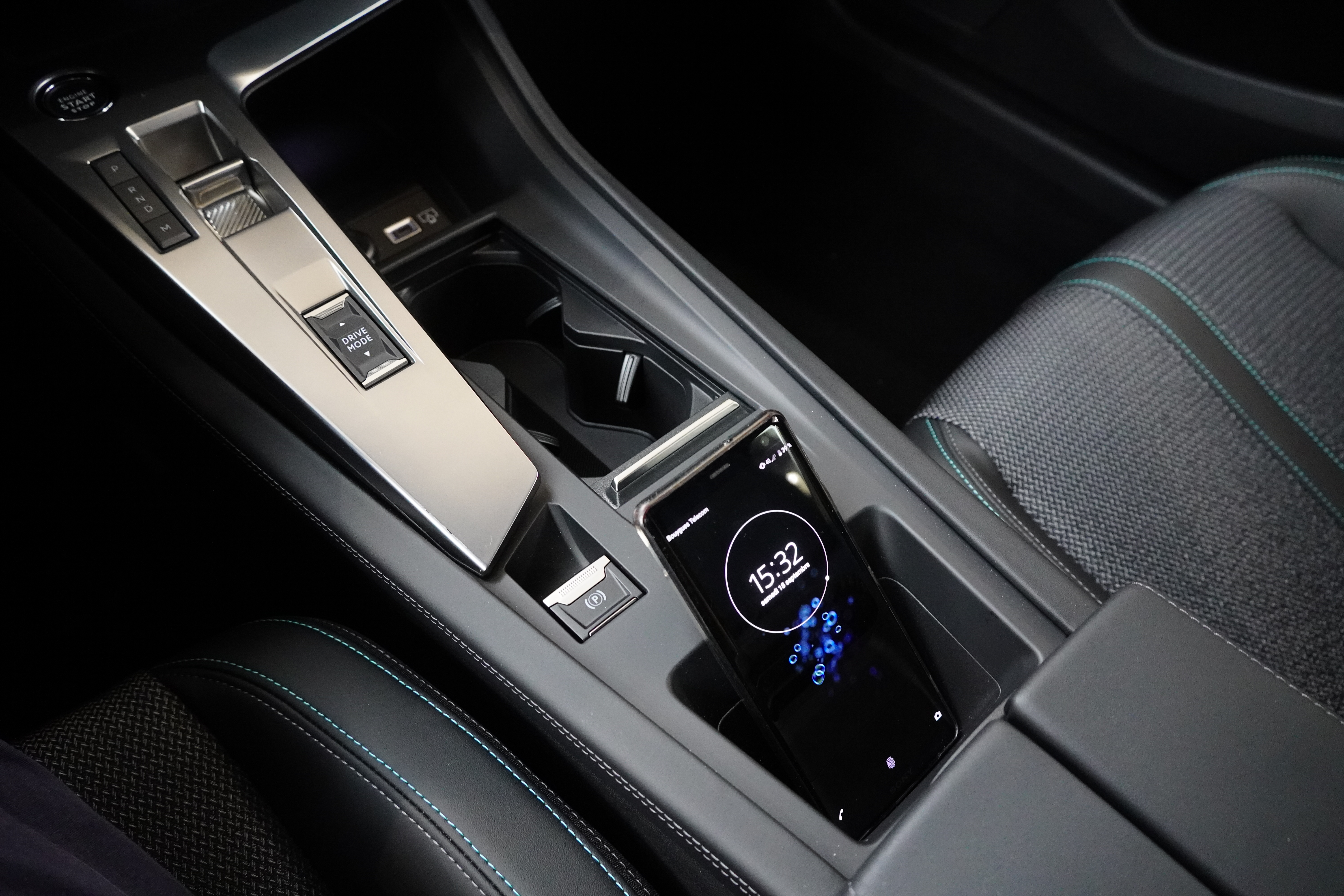
پژو ۳۰۸ نسل سه مدل ۲۰۲۱، در بیشتر خودروهای کنونی اهرم دنده اتوماتیک جای خود را به چند دکمه داده است.

امروزه در بازار جهانی به‌ندرت خودرویی با گیربکس دستی می‌توان یافت؛ به‌طوری‌که، در سال ۲۰۱۶ کمتر از ۳٪ خودروهای فروخته‌شده در ایالات متحده، از گونه دنده دستی بودند. به‌علاوه در بیشتر خودروهای روز جهان حتی اهرم دنده‌های اتوماتیک نیز حذف گردیده و جای خود را به چند دکمه در کنار نمایشگر یا سامانه تهویه خودرو داده است. اما ایران‌خودرو و سایپا تاکنون حتی موفق به طراحی و ساخت گیربکس اتوماتیک ۴-سرعته نسل اول هم نشده‌اند و هنوز خودروهای خود را با گیربکس دستی روانه بازار می‌کنند.

### عقب‌ماندگی در حوزه تزئینات و امکانات رفاهی
همه مدل‌های خودروی پرفروش و به‌روز جهان از امکاناتی مانند گرمایش و سرمایش صندلی، گرم‌کن فرمان، صندلی برقی، کنترل پیمایش سازگار، سامانه پارک خودکار، ماساژور صندلی و حسگر باران و نور برخوردار هستند درحالی‌که در خودروهای تولیدی ایران‌خودرو و سایپا بسیاری از امکانات خودروهای دهه ۱۹۹۰ نیز وجود ندارد.

### عقب‌ماندگی در حوزه ایمنی
درحالی‌که در خودروهای کنونی جهان، شاید نتوان خودرویی را یافت که کمتر از ۶ ایربگ داشته باشد؛ همچنین اکنون شرکت‌های مطرح خودروسازی مانند تویوتا، بنز، ب‌ام‌و، جنرال موتورز و غیره خودروهای خود را به بیش از ۱۰ ایربگ مجهز کرده‌اند اما بیشتر خودروهای ایرانی از تنها دو ایربگ برخوردار هستند. به‌علاوه از نظر استحکام بدنه نیز خودروهای ایرانی در پایین‌ترین درجه قرار دارند. عقب‌ماندگی و ضعف خودروهای ایرانی در حوزه ایمنی اصلی‌ترین عامل مرگ سالانه ۱۶۰۰۰ تا ۲۸۰۰۰ نفر در تصادف‌های جاده‌ای ایران بوده است.

## ناکامی در سرمایه‌گذاری‌های مشترک
ایران خودرو همواره مهم‌ترین شریک گروه پی‌اس‌ای در خاورمیانه بوده اما به باور کارشناسان یکی از دلایل عدم موفقیت سرمایه‌گذاری‌های مشترک ایران‌خودرو، علاوه‌بر تیراژ تولید کم، درصد اندک ساخت داخل در قراردادهای پلتفرم‌های خارجی تولید این شرکت است؛ بدین صورت که درصد داخلی‌سازی قطعات پلتفرم‌های پژو در سال‌های نخست تولید، بنابر قرارداد، در حدود ۳۰٪ بوده و رسیدن این پلتفرم‌ها به ساخت داخل بالای ۹۰٪ گاهی بیش از ۱۵سال زمان برده که سبب عقب‌ماندگی ایران‌خودرو و قطعه‌سازان ایران از خودروسازی روز جهان و بالطبع عدم توانایی آنان در رقابت با خودروسازان خارجی شده است.

## ناکارآمدی در بازارهای خارجی
به عنوان نخستین تولیدکننده خودرو در ایران، این شرکت تا به حال نتوانسته موفقیت چشمگیری در بازارهای خارج از ایران کسب کند. سرمایه‌گذاری‌های متعدد شکست‌خورده این شرکت در کشورهای گوناگون جهت احداث واحدهای تولید خودرو طی سال‌های گذشته یکی پس از دیگری سندی بر سیاسی‌کاری و نبود برنامه‌ای مدون، علمی و عملی در صادرات شعاری این شرکت است. عمده دلیل شکست این پروژه‌ها را می‌توان در حمایت‌های غیراصولی دولت و ناکارآمدی این شرکت در بازار داخلی جستجو کرد. شرکت‌های بزرگ خودروسازی سایپا و ایران خودرو به لطف حمایت‌های بی‌دریغ دولت‌های پس از انقلاب از این شرکت‌ها و تضییع حقوق مصرف‌کنندگان داخلی امکان ادامه حیات یافته‌اند. رقابت در بازارهای جهانی نیازمند مقدمات و توانایی‌هایی است که تولیدکنندگان داخلی از آن‌ها بی‌بهره‌اند. روند دامپینگ مستمر ایران خودرو به عنوان بزرگ‌ترین شرکت سازنده و صادرکننده خودرو در ایران برای حفظ جایگاه ظاهری در صادرات حاصلی جز افزایش هزینه‌های سرمایه‌گذاری و در نتیجه افزایش قیمت و افت کیفیت بیشتر محصولات عرضه شده در بازار داخلی نداشته.
حتی کمترین کارکرد صادرات و سرمایه‌گذاری خارجی، که به‌یادسپاری برند و نشان تجاری شرکت تولیدکننده خودرو در خاطر مردمان کشور هدف است، در بسیاری از بازارهای صادراتی ایران خودرو و سایپا وجود نداشته است؛ به‌گونه‌ای که خودروهای ایران خودرو و سایپا در بسیاری از کشورها با برندها و نشان‌های تجاری دیگری عرضه می‌گردند.
ایران خودرو پس از ناکارآمدی در بازار و البته انتقادات بسیار در زمینه امنیت بسیار پایین خودروها، اقدام به افزایش جزئی ایمنی در خودروها نمود. این افزایش باعث شد تا ستاره‌های کیفی برخی خودروها، ۱ رتبه افزایش داشته باشد که البته این افزایش کیفیت کماکان محل شک و تردید است و دستمایه انتقادات شبکه‌های خبری شده است.

## گران‌فروشی قطعات شرکت کروز به ایران خودرو
۱۱ بهمن ۱۴۰۰ دادگاه مدیران شرکت قطعه‌سازی کروز برگزار گردید و به اتهامات فساد گسترده این شرکت از جمله پرداخت گسترده رشوه؛ قاچاق و غیره رسیدگی شد که البته مدیران کروز با وثیقه آزاد و حکمی نیز توسط قاضی اعلام نشد. روزنامه همشهری در گزارش جلسه دادگاه نوشت: «مدیرکل مرکز جرایم سازمان یافته گمرک ایران با اشاره به اقدامات انجام گرفته توسط این مرکز بیان کرد: به دنبال درخواست دادستانی از گمرک بیش از ۳۷ هزار اظهارنامه شرکت کروز مورد بررسی قرار گرفتند. پس از آنکه دادستانی اعلام کرد بسیاری از تصاویر اسناد ارائه شده شرکت کروز به گمرک مخدوش بوده بخش‌های مختلف گمرک در مدت دو ماه تحقیق و طی ۹۹ صفحه اسناد و اطلاعات مورد نیاز دادستانی را تحویل دادند. سپس در ادامه نماینده حقوقی شرکت ایران خودرو در جایگاه حاضر شد و گفت: بر اساس اسناد موجود مغایرت‌های بسیاری میان قیمت کالا در گمرک و قیمت کالا در شرکت وجود دارد. بابت مغایرت‌های موجود در قیمت‌ها از سال ۹۳ تا ۹۸ مبلغ ۱۳۱ میلیون و ۳۰۳ هزار و ۶۶۶ دلار خسارت به شرکت وارد شده است و به همین دلیل شرکت ایران خودرو شکایتی را تنظیم کرده است. در ادامه قاضی صلواتی از نماینده حقوقی شرکت سایپا خواست تا در جایگاه قرار گیرد. نماینده حقوقی شرکت سایپا با اشاره به اظهارنامه‌های گمرکی شرکت کروز بیان کرد: بر اساس اظهارنامه‌های گمرکی که در پرونده وجود دارد شرکت کروز برای ۱۷ قلم کالای خود اظهارات دروغ داشته و بررسی‌ها حاکی این است که کالاهای این شرکت از سال ۹۵ تا ۹۸ بیش از ۹۱ میلیون دلار گران‌تر به شرکت سایپا فروخته شده‌اند.
اظهارنامه‌هایی که شرکت کروز به گمرک تحویل داده با اظهارنامه‌هایی که به شرکت سایپا تحویل داده شده است دارای مغایرت‌های فاحشی بوده‌اند و شرکت سایپا خواستار رد مال است.»

## دیدگاه‌ها پیرامون شرکت
- محمد شریعتمداری در نشست هیئت نمایندگان اتاق بازرگانی ایران با انتقاد از روند خصوصی‌سازی گفت: تنها ایران خودرو و سایپا در عالم خلق نشده‌اند بلکه خود بخش خصوصی اتاق بازرگانی با تجمیع سرمایه‌های خود می‌تواند یک شرکت خودروسازی ایجاد کند و سومین آن باشد که بنده نیز از آن حمایت می‌کنم.[۸۶]
- تیمور حسینی، جانشین رئیس پلیس راهور در اظهاراتی بی‌سابقه انتقادات شدیدی را متوجه دو شرکت بزرگ خودروسازی کشور کرد. ایشان در گفت‌وگویی که با ایسنا داشته، چنین بیان کرده است: با یک حساب دو دو تا چهارتا، ایران‌خودرو و سایپا اگر تعطیل شوند، ما با واردات خودرو و صرفه‌جویی در مصرف سوخت با واردات خودروی خارجی، حقوق همهٔ کارکنان آن را می‌دهیم. او با تأکید بر اینکه دیگر در جهان خودرویی نداریم که ۱۵ لیتر در صد کیلومتر مصرف کند، گفت که دیگر دوران آن گذشته که با تغییر یک کاپوت، بگوییم طرح جدید زده‌ایم، خودروسازان باید پلتفرم عوض کنند.[۸۷]